# Patinatge de velocitat als Jocs Olímpics d'hivern de 1932 - 500 metres masculins
Als Jocs Olímpics d'Hivern de 1932 celebrats a la ciutat de Lake Placid (Estats Units d'Amèrica) es realitzà una prova de patinatge de velocitat sobre gel en una distància de 500 metres que formà part del programa oficial de patinatge de velocitat als Jocs Olímpics d'hivern de 1932.
La prova es disputà el dia 4 de febrer de 1932 a l'Estadi Olímpic de Lake Placid.

## Comitès participants
Hi participaren un total de 16 patinadors de 4 comitès nacionals diferents.
| - Canadà (4) - Estats Units (4) |  | - Japó (4) - Noruega (4) |

## Resum de medalles
| Or        | Argent        | Bronze         |
| Jack Shea | Bernt Evensen | Alexander Hurd |

## Resultats

### Primera ronda
Ronda 1
| Posició | Nom            | Temps | Qual. |
| ------- | -------------- | ----- | ----- |
| 1       | Frank Stack    | 44.3  | Q     |
| 2       | Jack Shea      |       | Q     |
| 3       | Shozo Ishihara |       |       |
| 4       | Erling Lindboe |       |       |
| 5       | Yasuo Kawamura |       |       |

Ronda 2
| Posició | Nom               | Temps | Qual. |
| ------- | ----------------- | ----- | ----- |
| 1       | Bernt Evensen     | 45.3  | Q     |
| 2       | Willy Logan       |       | Q     |
| 3       | Raymond Murray    |       |       |
| 4       | Tokuo Kitani      |       |       |
| 5       | Leopold Sylvestre |       |       |

Ronda 3
| Posició | Nom               | Temps | Qual. |
| ------- | ----------------- | ----- | ----- |
| 1       | Alexander Hurd    | 44.9  | Q     |
| 2       | John Farrell      |       | Q     |
| 3       | Allan Potts       |       |       |
| 4       | Haakon Pedersen   |       |       |
| 5       | Hans Engnestangen |       |       |
| 6       | Tomejo Uruma      |       |       |

### Final
| Posició | Nom            | Temps        |
| ------- | -------------- | ------------ |
| 1       | Jack Shea      | 43.4 s. (RO) |
| 2       | Bernt Evensen  | 5 m darrera  |
| 3       | Alexander Hurd | 8 m darrera  |
| 4       | Frank Stack    |              |
| 5       | Willy Logan    |              |
| 6       | John Farrell   |              |

RO: rècord olímpic